# Glenea atricornis
Glenea atricornis là một loài bọ cánh cứng trong họ Cerambycidae.